# Дробиш Віктор Якович
Віктор Якович Дробиш (нар.. 27 червня 1966, Колпіно, СРСР) — російський композитор і музичний продюсер, заслужений артист Росії (2010).
За свідоме порушення державного кордону України з метою проникнення в окупований росією Крим внесений до бази «Миротворець». Брав участь в пропагандистських заходах, спрямованих на легалізацію анексії АР Крим Росією.
Автор пісні «Party for Everybody» у виконанні «Бурановських бабусь», які зайняли 2-е місце на «Євробаченні 2012». Співпрацює з Валерією, Христиною Орбакайте, Григорієм Лепсом, Стасом П'єхою, Наргіз, Настею Самбурською.
У вересні 2017 року став музичним продюсером проекту «Нова Фабрика Зірок», який стартував на телеканалі «Муз-ТВ».

## Біографія
Народився 27 червня 1966 року в місті Колпіно, що в складі Ленінграда, в родині вихідців з Білорусі. Закінчив музичну школу, музичне училище, консерваторію ім. Миколи Римського-Корсакова по класу фортепіано.
Віктор навчався у школі № 467 з 1973 по 1981 роки. У той же час ходив і до дитячої музичної школи.
В кінці 1980-х — на початку 1990-х років, грав на клавішних в гуртах «Союз» і «Санкт-Петербург — 2». Брав участь у створенні гурту «Lost and found» (згодом перейменованої у «Пушкінг»).
З 1996 року він працював у Німеччині. Після цього переїхав жити до Фінляндії, де створив дует «Pets». Паралельно був віце-президентом російсько-фінської радіостанції «Sputnik», петербурзька студія якої згодом стала «Радіо Монте-Карло Петербург».
Німецька звукозаписна компанія «Edel Records» вручила «Золотий диск» за композицію «DaDiDam», виконану дуетом «Pets».
Пізніше, коли повернувся до Росії, пісню «DaDiDam» у 2002 році записала і виконала Христина Орбакайте, але вже російською мовою, а пісню гурту «Pets» — «Run Baby Run» виконала Валерія під назвою «Рожевий туман» (2003 рік, CD «Країна любові»).

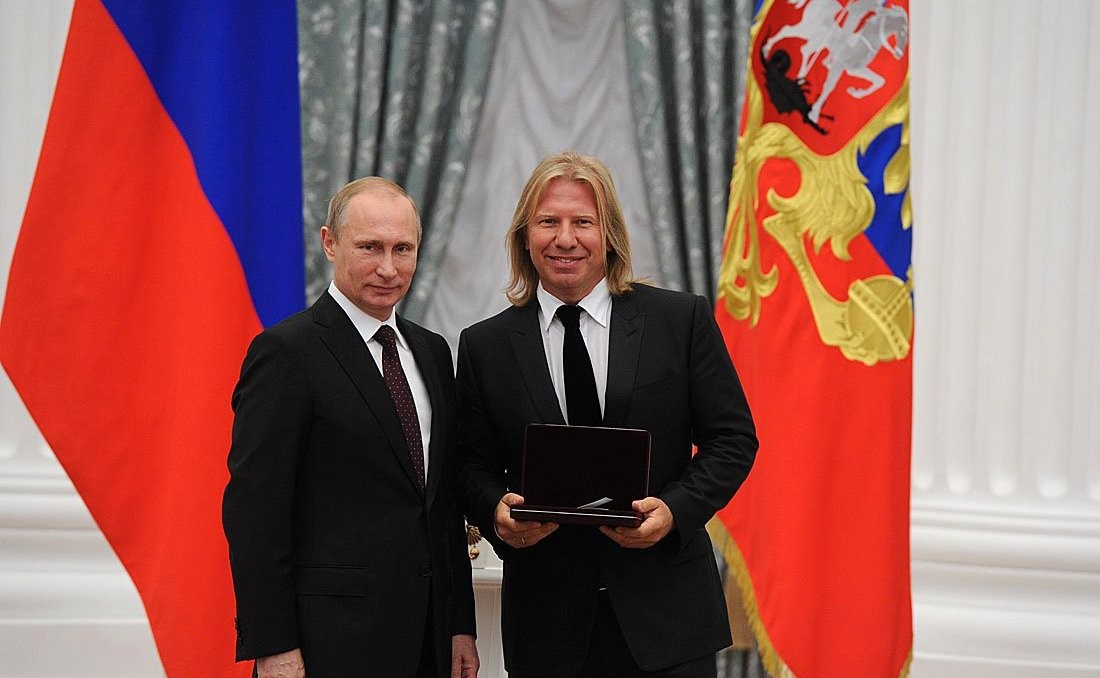
Присвоєння почесного звання «Заслужений артист Російської Федерації» 31 липня 2014 року

Широку популярність отримали такі роботи композитора:
- «All My Love», виконана Христиною Орбакайте на Всесвітній музичній премії «World Music Awards» в Монте-Карло у травні 2002 року;
- «Любовь, которой больше нет», яка отримала російську національну музичну премію «Золотий грамофон» у 2002 році (у грудні 2003 року Дробиш був відзначений за неї премією «Пісня року») у виконанні Крістіни Орбакайте та Авраама Руссо;
- «Просто любить тебя», що стала хітом Крістіни Орбакайте і Авраама Руссо;
- Хіт Валерії «Часики», за яку Віктор Дробиш також отримав премію «Золотий грамофон» у 2003 році.

### Фабрика зірок
У 2004 році взяв участь як співпродюсер у музичному телепроєкті Першого каналу «Фабрика зірок 4».
У серпні 2004 року був створений «Продюсерський центр Віктора Дробиша», що зайнявся творчим просуванням випускників «Фабрики зірок 3»: гуртів «Тутсі», «К. Р. Б.», а також таких виконавців, як Юлія Михальчик, Наталія Подольська та Стас П'єха. У 2006 році став музичним продюсером шостого сезону телепроєкту «Фабрика зірок», а також генеральним продюсером «Національної музичної корпорації», яка займається продюсуванням таких артистів, як Стас П'єха, Марта, Наталія Подольська, Юлія Михальчик, Зара, Согдіана, Іванна, Олексій Хворостян, Прохор Шаляпін, Олександр Кіреєв, а також гурти «Тутсі», «К. Р. Б.», «Челсі» та «Ultrафіолет».

### Скандал з Треш-шапіто КАЧ
14 квітня 2007 року на музичному фестивалі журналу «Fuzz» петербурзькою реп-гуртом «Треш-шапіто КАЧ» була виконана композиція «Подвиг», в якій прозвучала фраза «Віктор Дробиш, смокчи, у.быш». подав до суду на лідера гурту Сергія «Masterboy» Смирнова за образу (ч. 2 ст. 130 КК РФ). У своїх постах на «Live Journal» обвинувачений не визнав своєї провини і прокоментував судовий процес.. Проте, суд визнав Смирнова винним і зобов'язав його виплатити Дробишу 50 тисяч рублів

### Битва хорів
Брав участь у телепроєкті «Битва хорів», де був наставником хору з Новосибірська, який дійшов до фіналу, але поступився Єкатеринбургу. На відміну від своїх колег, він не відбирав учасників по місту, а взяв вже готових хлопців у Лайми Вайкуле, яка через свій щільний гастрольний графік відмовилася від хору. У новому сезоні був наставником рок-хору з Санкт-Петербурга, який поступився у фіналі хору з Краснодарського краю.

### Ти супер!
11 лютого 2017 року став одним із членів журі міжнародного дитячого вокального проекту "Ти супер! " на телеканалі НТВ.

### Нова Фабрика Зірок
У вересні 2017 року став музичним продюсером проекту «Нова Фабрика Зірок», який стартував на телеканалі «Муз-ТВ».

## Захоплення
Віктор Дробиш активний шанувальник хокею з шайбою, регулярно бере участь у товариських і благодійних матчах з хокею разом з ветеранами спорту, акторами і музикантами. Вболівальник ХК «Динамо» Москва.

## Премії та нагороди
- Указом Президента Російської Федерації № 1637 від 29 грудня 2010 року Дробишу Віктору Яковичу присвоєно звання Заслужений артист Росії.
- Орден Франциска Скорини (2015 рік, Білорусія) — за високий рівень творчості, значний особистий внесок у розвиток і зміцнення білорусько-російських культурних зв'язків.[7]

## Список творів
Princessa Avenue
- «Девчонка» (2009)
- «Слеза» (2009)
- «Ирония любви» (2010)

Авраам Руссо
- «Любовь, которой больше нет» (2002) (дует з Кристіною Орбакайте)
- «Просто любить тебя» (2003) (дует з Кристіною Орбакайте)
- «Знаю» (2003—2004)
- «Через любовь» (2006) (дует з Іванною)
- «Нежная, грешная» (2011)
- «Цвет любви» (2011)
- «На твоей волне» (2012)

Олександр Коган
- «Как хочу, так тебя и люблю» (2012)
- «Кто придумал мир» (2013)
- «Кто кого бросил» (2013)
- «Я жду звонка» (2014)
- «Счастье» (2016)

Олександр Розенбаум
- «Любовь на бис» (2011) (дует із Зарою)

Олексій Хворостян
- «Я служу России» (2006)
- «Падали, но поднимались» (2007)

Ангіна
- «Кому какое дело» (2004)

Бурановські бабусі
- «Party for Everybody» (2012)

Валерія
- «Перелей вода» (2003)
- «Часики» (2003)
- «Была любовь» (2003)
- «Радуга-дуга» (2003)
- «Чёрно-белый цвет» (2003)
- «Ты пришёл» (2003)
- «Розовый туман» (2003)
- «Обо мне вспоминай» (2003)
- «Страна любви» (2003)
- «Ты грустишь» (2004) (дует із Стасом П'єхою)
- «Ключики» (2005)
- «Расставание» (2005) (дует із Стасом П'єхою)
- «Нежность моя» (2006) (у співавторстві із сином Валерієм Дробишем)
- «От разлуки до любви» (2006)
- «Просто так» (2006)
- «Ты поймёшь» (2006)
- «Танец для двоих» (2006)
- «Мой любимый» (2014)
- «Сердце из стекла» (2014) (дует з Русланом Алехно)
- «Тело хочет любви» (2016)
- «Любовь не продается» (2016) (дует з Крістіною Орбакайте)

Віктор Салтиков
- «Берега любви» (2004) (дует із Тетяною Овсієнко)

Володимир Пресняков
- «Ты со мной» (2009) (дует з Наталією Подольскою)

Григорій Лєпс
- «Я тебе не верю» (2007) (дует з Іриною Аллегровою)
- «Она не твоя» (2007) (дует із Стасом П'єхою)
- «Не жди меня» (2008) (дует зі Славою)
- «Я тебя не люблю» (2009)
- «Криминал» (2016)

Діана Гурцкая
- «Нежная» (2004)
- «Два сердца» (2005)
- «Тебя теряю» (2013)

Джулія Кова
- «Подождём под дождём» (2004)

Женя Малахова
- «Мама» (2004)
- «Клинит» (2004)
- «Я не ангел» (2005)
- «Забывай» (2005)
- «Не обещал» (2005)
- «Я опять тебя жду» (2005)
- «Не улетай, любовь!» (2005)

Зара
- «Любовь-красавица» (2006)
- «Единственный» (2006)
- «Я умножаю на любовь» (2007)
- «По краю любви» (2008)
- «Казалось» (2009)
- «Любовь на бис» (2011) (дует з Олександром Розенбаумом)
- «Я буду нежной» (2012)
- «Два солнышка» (2012)
- «Любовь как погода» (2012)
- «Счастье над землёй» (2014)

Ірина Аллегрова
- «Я тебе не верю» (2007) (дует з Григорієм Лєпсом)
- «Первая любовь — любовь последняя» (2013) (дует зі Славою)
- «Кино о любви» (2016) (дует з IVAN)

Крістіна Орбакайте
- «Любовь, которой больше нет» (2002) (дует з Авраамом Руссо)
- «Да-ди-дам» (2002)
- «Сказка для двоих» (2002)
- «All My Love» (2002)
- «Я к тебе не вернусь» (2003)
- «Просто любить тебя» (2003) (дует з Авраамом Руссо)
- «Свет твоей любви» (2003)
- «Я не сказала» (2003)
- «Москва — Санкт-Петербург» (2009)
- «Любовь не продается» (2016) (дует з Валерією)

Лариса Доліна
- «Обожжённая душа» (2006)

Марта
- «Не держи любовь» (2010)

Настасья Самбурська
- «Плохие мальчики» (2016)

Наталія Подольска
- «Поздно» (2004)
- «Nobody Hurt No One» (2005)
- «Ты со мной» (2009) (дует з Володимир Пресняков)

Руслан Алехно
- «Сердце из стекла» (2014) (дует з Валерією)

Слава
- «Попутчица» (2004)
- «Дорога белая» (2005)
- «Классный» (2005)
- «Восьмёрка на нули» (2006)
- «I Wanna Be The One» (2006)
- «Не жди меня» (2008) (дуэт з Григорієм Лєпсом)
- «Крик души моей» (2009)
- «Одиночество» (2010)
- «Я и ты» (2011) (дует із Стасом П'єхою)
- «Люди любят» (2011)
- «Sex не любовь» (2012)
- «Расскажи мне, мама» (2013)
- «Первая любовь — любовь последняя» (2013) (дует з Іриною Аллегровою)

Стас Михайлов
- «Если бы не ты» (2010)

Стас П'єха
- «Одна звезда» (2004)
- «Ты грустишь» (2004) (дует з Валерією)
- «Расставание» (2005) (дует з Валерією)
- «О тебе» (2006)
- «Она не твоя» (2007) (дует з Гриогорієм Лєпсом)
- «На ладони линия» (2008)
- «Я и ты» (2011) (дует зі Славою)
- «Старая история» (2012)
- «Девочка на шаре» (2013)

Тетяна Овсієнко
- «Берега любви» (2004) (дует з Віктором Салтиковим)
- «Забыть тебя» (2009)

Тіна Кароль
- «Я всё ещё люблю» (2015)

Тутсі
- «Я люблю его» (2005)
- «Хочешь да, да, да» (2005)
- «Может быть любовь» (2008)

Челсі
- «Чужая невеста» (2006)
- «Стань моей» (2006)
- «Я и ты» (2006)
- «Последний звонок» (слова Дмитра Панфілова)(2006)
- «Для тебя» (2006)
- «Будь звездой» (2006)
- «Любовь всегда права» (2007) (дует з Філіпом Киркоровим)
- «Россия-Чемпионка» (2007) (гімн збірної Росії на телешоу «Большие гонки»)
- «SOS» (2012)

Філіп Киркоров
- «Любовь всегда права» (2007) (дует з гуртом «Челсі»)

IVAN
- «Крест и ладонь» (2015)
- «Help You Fly» (2015)
- «Кино о любви» (2016) (дует з Іриною Аллегровою)

## Особисте життя

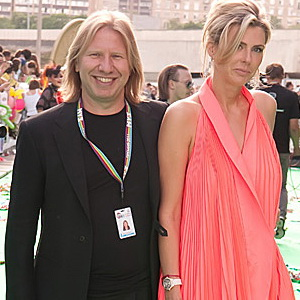
Віктор Дробиш з дружиною Тетяною на церемонії вручення премії МУЗ-ТВ 2011 3 червня 2011 року

- Перша дружина поетеса Олена Стюф[8]

- Син Валерій Дробиш (нар.. приблизно: 1987) — композитор і співавтор батька
- Син Іван Дробиш (нар.. 4 серпня 1999) — барабанщик

- Друга дружина з 21 червня 2008[11] Тетяна Дробиш (нар.. 1969)[12], у неї є син Антон Нусінов від колишнього чоловіка бізнесмена Олексія Нусінова

- Донька Лідія Дробиш (нар.. 6 травня 2010)
- Син Данило Дробиш (нар.. 15 грудня 2011)